# История франков (Григорий Турский)
История франков (лат. Historia Francorum, фр. Histoire des Francs) — историческое сочинение (в 10 книгах, с автобиографией), посвящённое истории Франкского королевства, которое служит главнейшим источником для политической истории франкской династии Меровингов до лета 591 года и представляет собой исключительный по своему значению памятник европейской культуры раннего Средневековья. Написана на латинском языке знаменитым средневековым историком и епископом Григорием Турским во второй половине VI века, который позже был назван «отцом французской истории» и «Геродотом варваров».

## Название
Изначальное заглавие труда точно не установлено. Сам автор в списке своих произведений (в эпилоге «Истории франков» книга X, раздел 31) обозначил его, как «десять книг „Историй“» (Decem libri historiarum); сложившаяся в XVII веке издательская традиция закрепила за ним название «Церковная история франков» (Historiæ ecclesiasticæ Francorum / Histoire ecclésiastique des Francs), очевидно по аналогии с широко известным названием труда Беды Достопочтенного «Церковная история народа англов». В современной историографии за хрониками закрепилось название «История франков», которое начинает присутствовать лишь в поздних рукописях X века.

## История создания
Григорий Турский трудился над «Историей франков» около 20 лет (с 573 года), закончил всё своё сочинение в 591 году и тогда же снова пересмотрел первые четыре книги, сделав к ним особое дополнение (сохранившееся лишь в нескольких рукописях), носившее агиографический характер. Незадолго перед своей смертью в 594 году, Григорий ещё раз отредактировал всё свое произведение.

## Структура, описание и характеристика
Композиционно, «История франков» состоит из небольшого вступления, где автор обосновывает мотивы написания своего исторического произведения, и десяти книг основной части. В его работе представлена христианская концепция истории и эсхатологическая картина мира, большое внимание уделено церковным делам, в каждом значительном событии Григорий усматривает божье провидение, в духе христианской историографии им приводятся различные «чудеса», предсказания и знамения и так далее.

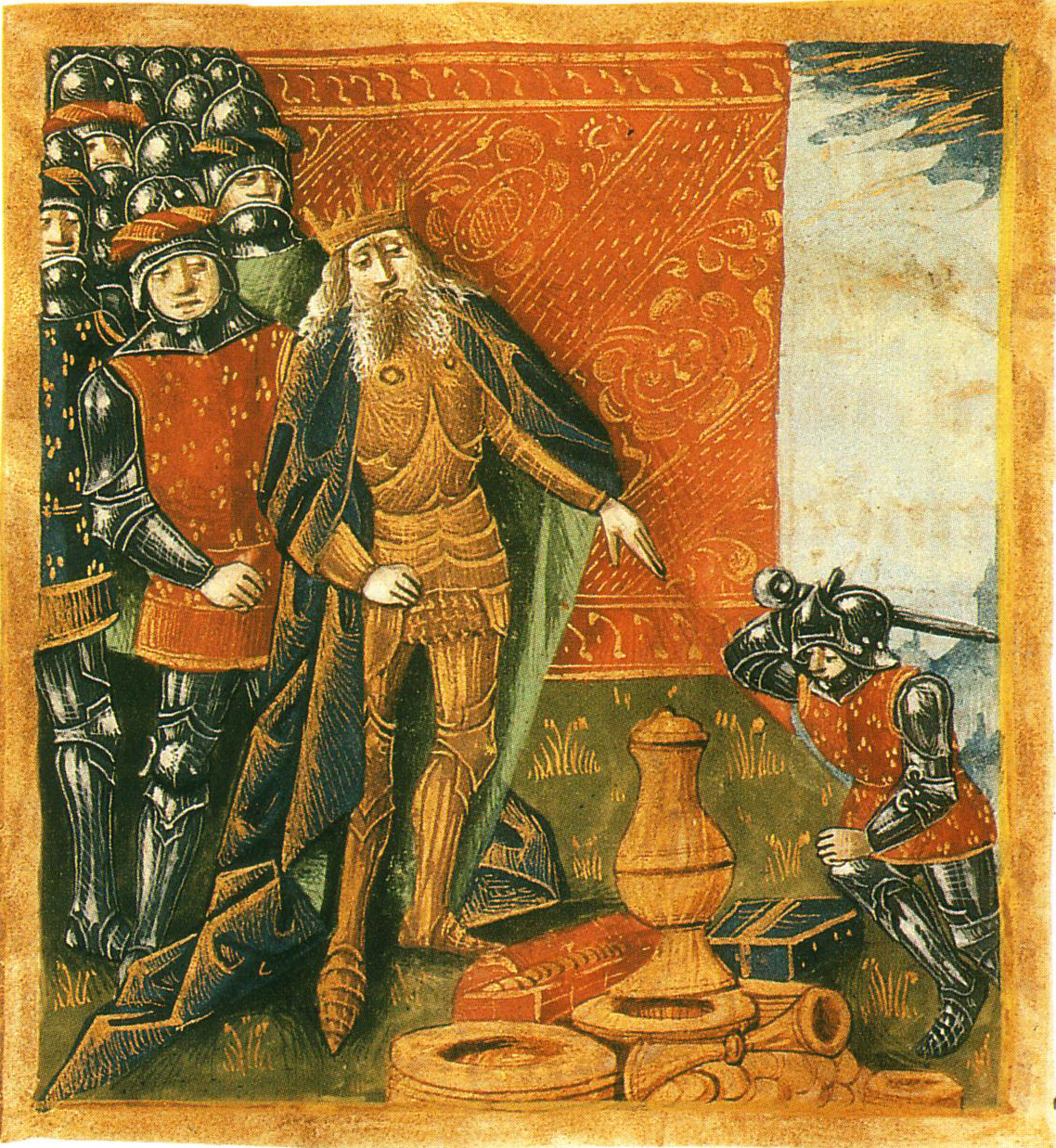
Сцена из «Истории франков»: Хлодвиг и солдат, разрубающий Суассонскую чашу. Миниатюра из «Больших французских хроник». BNF; Fr 2610.

Хронологически начинается с краткого очерка библейской картины сотворения мира («ради тех, кто страшится приближения конца света, я решился, собрав воедино хроники минувшего, ясно изложить, сколько лет прошло с сотворения мира»), истории христианской церкви и доводит своё историческое повествование до лета 591 года.
В современной историографии в основном принято не доверять первым трём книгам, где автор воспроизводил сохранившуюся традицию. В то же время историки считают, что в остальной части его сочинения, где он описывает те события, которые сам имел возможность наблюдать — они принимаются как вполне достоверные. Наличие легендарного материала в исторических трудах является общей тенденцией историографии его времени и автор, как и его современники, часто не делает различия между сведениями легендарного происхождения и реально имевшими место фактами. Современный французский медиевист Стефан Лебек при анализе историографии, относящейся к периоду начала перехода галльской элиты в христианскую веру и осуществлению территориального объединения Галлии, то есть к событиям, связанным с правлением Хлодвига, отмечая, что несмотря на то, что «форма изложения и вызывает некоторые сомнения, наиболее важные события, о которых рассказывает Григорий, находят подтверждение в немногих дошедших до нас документах того времени», писал: «Выходит, что требования, которые предъявляет исследователю задача правильного использования свидетельств Григория, сводятся в основном к тому, чтобы отбросить всё лишнее и выверить хронологию описываемых событии». По мнению Лебека, хронология «Истории франков», которая относится к правлению Хлодвига, «совершенно никуда не годится» (нет точной датировки событий, произвольная группировка событий по пятилетним периодам, в которой множество противоречий), что приводит к тому, что датировка событий, относящихся к Хлодвигу, основным источником сведений о котором была «История», является приблизительной.
Первую часть «Истории» составляют книги I—IV, доводящие изложение до смерти Сигиберта Австразийского в 575 году. Во второй половине «Истории» (книги V—X), где в центр повествования становится «Regnum francorm» — королевство франков, автор отходит от пересказа традиции и уделяет много внимания событиям (чем дальше, тем более подробно он излагает события), о которых ему стало известно от хорошо осведомленных людей, «людей надежных» (V, 6). Детализированная история о Хлодвиге (II, 27-43) представляет собой подробный цикл и отличается внутренней связностью, восходящей к устным преданиям и народным легендам.
Григорий Турский старался писать «просто» («…я без риторического и грамматического образования»), на языке, близком к разговорному и на народной латыни, общеупотребительной среди галло-римлян, составлявших основную массу населения по Луаре и вокруг Тура в его эпоху. В его лексиконе много слов греческого происхождения, относящихся к сфере религиозных понятий и церковному устройству, присутствуют германские слова в латинизированной форме.

## Содержание
Григорий начинает свою историю от Адама, которого от Ноя отделяют 2242 года. От Ноя родился Хам, а от него Хуш, которого персы прозвали Зороастром. Сын Хуша Нимрод построил Вавилон в земле Сенаар. От Ноя до Авраама прошло 942 года. Авраам приносил жертвы на горе Голгофа. От Авраама до исхода Моисея из Египта прошло 462 года. От исхода из Египта до строительства Храма Соломона прошло 480 лет. От Давида до разрушения Храма прошло 390 лет, после чего начался вавилонский плен, продлившийся 76 лет. Зоровавель вернул израильтян в Иерусалим. После воцарился Цезарь, которого сменил Октавиан Август. В 43 год правления последнего в Вифлиеме родился Иисус Христос, который был распят в 17 год правления Тиберия. В годы правления Клавдия в Рим пришел апостол Петр, который был распят в годы царствования Нерона. Следующие гонения на христиан воздвигали императоры Домициан и Траян. В годы Антонина появляются ереси Маркиона и Валентина, а также погибает Поликарп Смирнский.
Ученик Поликарпа Ириней Лионский начинает свою миссию в Галлии. В правление Деция епископские кафедры появляются в Тулузе, а также в городах Арль, Клермон, Лимож, Нарбонн, Париж и Тур. Помимо гонений римских властей христиане Галлии пострадали от нашествия алеманнов. В те годы церкви украшались мозаиками. Окончательное успокоение христианам приходит в годы правления Константина, чья мать Елена восстанавливает крест Иисуса Христа. Мартин Турский усиливает христианство в Галлии.

## Значение
«История франков» является одним из важнейших источников по истории Поздней Античности и Раннего Средневековья, служа главнейшим источником для истории Меровингов до конца VI века. На материале труда Г. Турского французские историки О. Тьерри и Ф. Гизо разработали подходы к анализу политического и социального устройства королевства франков, сформулировали основные положения концепции романо-германского синтеза в меровингском королевстве, идеи которой разрабатываются и до настоящего времени. Тьерри и Гизо способствовали популяризации труда епископа Тура. Центральным сюжетом сближения позднеантичного и варварского обществ в Галлии Гизо считал превращение Хлодвига из дружинно-племенного предводителя в жёсткого самодержавного правителя, взяв в качестве ключевых иллюстраций истории с «Суассонской чашей» и его крещением, которые стали хрестоматийными и до сих пор являются предметом споров (приводятся порой диаметрально противоположные истолкования смысла событий).
«История франков» — один из самых знаменитых литературных памятников, в которых нашла отражение так называемая народная латынь, имеет для истории генезиса французского и других национальных романских языков, развившихся из народного разговорного латинского языка очень большую ценность. По мнению А. Франса: «Григорий Турский изобразил собственную душу и окружавшую его жизнь в сочинении плохо написанном, но бесценном. Сочинение это живёт и волнует нас и поныне».